# МАЗ-543
МАЗ-543/МАЗ-7310 „Ураган“ е съветско и беларуско армейско превозно средство.
„МАЗ-543“ е камион с колесна формула 8x8. Конструиран е от Минския автомобилен завод. Разработката му започва в началото на 1960-те години. Първият камион „МАЗ-543“ е представен на военен парад на Червения площад в Москва на 7 декември 1965 г.
През 1967 г. излиза нова версия „МАЗ-543А“ с подобрен товарен капацитет, който достига до 22 тона. На базата на това армейско возило са създадени няколко други, като „9К58 Смерч“ и пр.
През 1974 г. е представен нов прототип „МАЗ-7310“, влязъл в производство през 1976 г. Камионът е използван в Сибир при проучвания на залежи от нефт и като влекач във военновъздушни бази.